# Joanna MacGregor

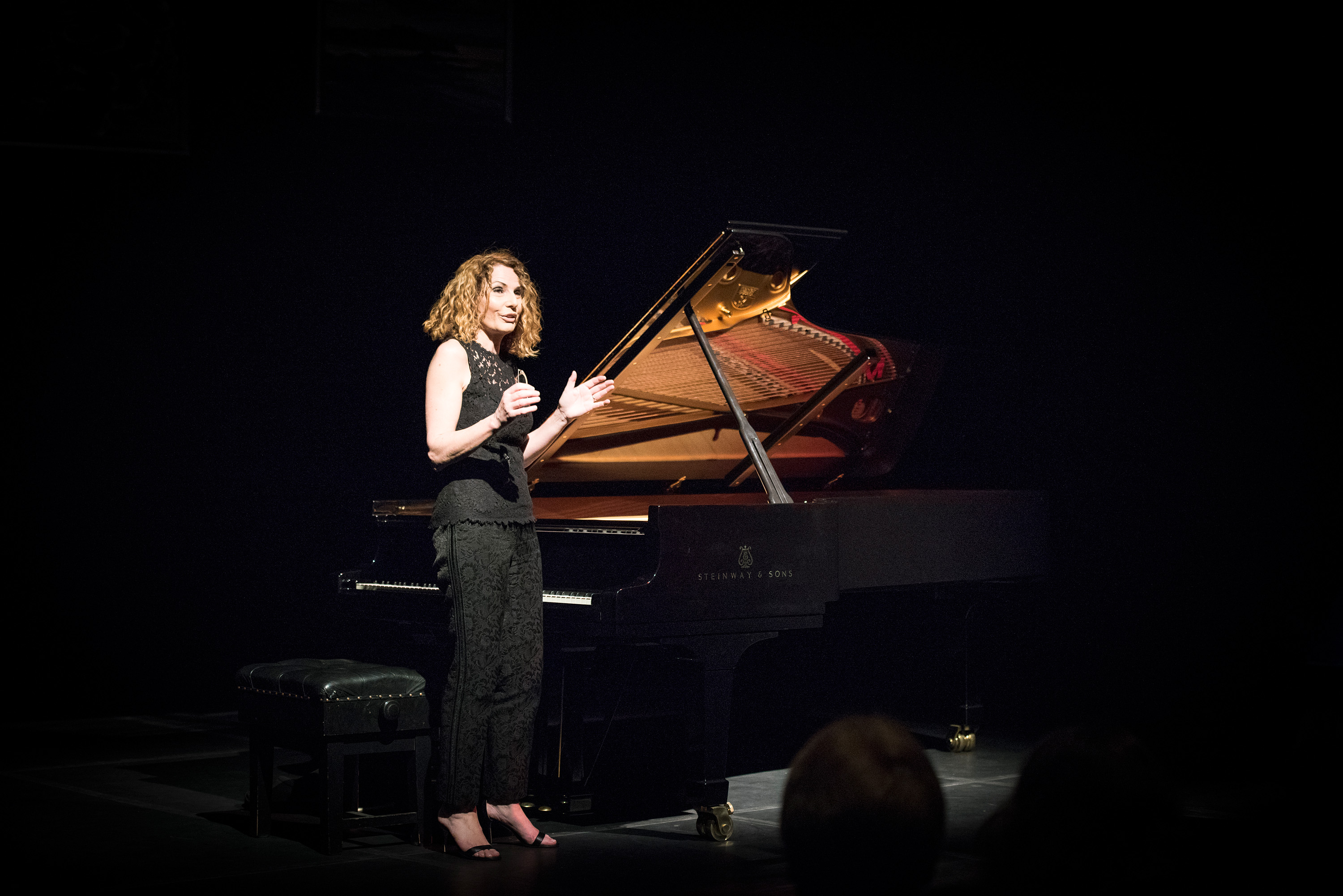
Joanna MacGregor

Joanna Clare MacGregor CBE [mə'ɡrɛɡə] (* 16. Juli 1959) ist eine britische Konzertpianistin, Dirigentin, Festivalleiterin und Hochschullehrerin an der Royal Academy of Music.

## Leben und Wirken
Joanna MacGregor wuchs im Norden Londons auf, die Mutter war Klavierlehrerin, der Vater arbeitete im Druckereigewerbe. Sie wurde als Pianistin an der Royal Academy of Music unterrichtet (als Schülerin von Christopher Elton) und studierte Komposition an der Universität Cambridge (New College 1978–1981) bei Hugh Wood. Danach ging sie wieder an die Royal Academy of Music, wo sie 2011 Leiterin der Sektion Klavier wurde.
Daneben machte sie Karriere als Konzertpianistin. Am Anfang ihrer Karriere komponierte sie für das Theater. Neben klassischem Repertoire (wie Bach, Beethoven, Mozart, Chopin, Scarlatti, Ravel, Debussy, Messiaen) und zeitgenössischer Musik spielte sie auch eine Reihe von Erstaufführungen und gibt solche auch in Auftrag in ihrer Funktion als Dirigentin und Festivalleiterin. MacGregor trat in über 70 Ländern auf. Seit 2002 dirigiert sie auch, zum Beispiel in enger Zusammenarbeit mit der Britten Sinfonia. In einem Projekt mit der Britten Sinfonia kombinierte sie Musik von Moondog mit Bachs Kunst der Fuge und 2009 eröffnete sie das London Jazz Festival mit einem Konzert der Britten Sinfonia mit Dhafer Youssef. Sie arbeitet auch viel mit Jazz- und Weltmusik-Interpreten zusammen. So tourte sie in Südafrika mit Moses Molelekwa und arbeitet regelmäßig mit dem Saxophonisten Andy Sheppard zusammen. 2002 tourte sie in China mit einem eigens zusammengestellten Orchester das traditionelle chinesische Musik mit Computertechnik mischte.
Sie spielte mit bedeutenden Orchestern wie dem London Symphony Orchestra, den Berliner Philharmonikern, Chicago Symphony Orchestra, Sydney Symphony Orchestra, der Camerata Salzburg und mit Dirigenten wie Pierre Boulez, Simon Rattle, Valery Gergiev, Michael Tilson Thomas, Colin Davis, trat unter anderem im Leipziger Gewandhaus, der Royal Albert Hall (2013 Goldberg-Variationen von Bach), Concertgebouw und Mozarteum auf (mit den Goldberg-Variationen von Bach).
2006 bis 2012 war sie künstlerische Leiterin des Bath International Music Festival. Sie ist seit 2014 künstlerische Leiterin des International Summer School & Festival in Dartington Hall.
Sie schrieb Bücher für den Klavierunterricht von Kindern (Piano World, Faber Music 2001) und ein Hörspiel über Erik Satie. Sie gründete ein eigenes Label SoundCircus.
1991 bis 1993 initiierte sie die Festivals für zeitgenössische und improvisierte Musik Platform 1 bis 3 in London. 1997 wurde sie Professorin am Gresham College in London, wo sie auch öffentliche Vorlesungen hielt. 2010 kuratierte sie das Deloitte Ignite Festival der Künste am Royal Opera House in Covent Garden.
1998 bis 2004 gehörte sie dem Arts Council of England an. Sie ist seit 2012 OBE und Ehrendoktorin der Open University und der Universität Cambridge (2016).